# Aranymező község
Aranymező község (románul: Comuna Băbeni) község Szilágy megyében, Romániában. Központja Aranymező, beosztott falvai Csokmány, Csűrfalva, Kismező, Pirosd.

## Népessége
A 2011-es népszámlálás adatai alapján a község népessége 1742 fő volt.